# Jacobus Capitein
Jacobus Elisa Johannes Capitein (Ghana, 1717 – Goudkust, 1747) was de eerste in Holland opgeleide zwarte predikant. Hoewel hij zelf een voormalig slaaf was, verdedigde hij in een academische verhandeling dat christenen in slavernij mochten worden gehouden. Hij werkte als WIC-dominee in Elmina, Ghana. Met zijn vertalingen van het Onzevader en de Tien geboden legde hij de West-Afrikaanse Fante-taal vast.

## Jeugd
Capitein, wiens Afrikaanse naam onbekend is, werd in 1725 op achtjarige leeftijd bij zijn ouders weggeroofd in Ghana en als slaaf verkocht aan de Zeeuwse kapitein Arnold Steenhart. Deze gaf hem nog in hetzelfde jaar cadeau aan Jacobus van Goch, koopman van de West-Indische Compagnie (WIC).
Op elfjarige leeftijd, in 1728, kwam hij naar Nederland, om te wonen in Den Haag. Van Goch behandelde hem als een pleegzoon en gaf hem de achternaam Capitein. Jacobus kreeg onderwijs aan de Latijnse school en bleek een goede student te zijn in schilderen, lezen/schrijven, wiskunde en in klassieke talen. Capitein werd in 1735 gedoopt. Voor die tijd echter had hij al laten weten dat hij graag als zendeling wilde terugkeren naar Afrika. De missionair ingestelde gereformeerde predikant Hendrik Velse steunde deze plannen en zo kreeg Capitein van zijn pleegvader de gelegenheid om in Leiden theologie te gaan studeren.

## Dissertatie
Tijdens zijn opleiding tot dominee ging hij mee in de toen heersende mentaliteit dat de slavenhandel goed was. In zijn dissertatie De servitude, libertati christianae non contraria aan de universiteit van Leiden op 10 maart 1742 verdedigde hij de slavernij als "niet strydig tegen de christelyke vryheid". Daarvoor maakte hij nauwkeurig onderscheid tussen geestelijke en lichamelijke slavernij. Hij beklemtoonde dat een slaaf die christen geworden was niet behoefde te worden vrijgelaten en dat de eigenaren van slaven dus zonder problemen konden toestaan dat hun bezit bekeerd werd. Ook verwees Capitein volop naar de antieken in zijn proefschrift.
Omdat Capitein niet is ingeschreven in het promotieregister van de Leidse Universiteit is het niet geheel duidelijk of hij met deze verhandeling inderdaad de doctorstitel heeft behaald. Het woord 'dissertatio' werd indertijd ook gebruikt voor een disputatie, die vaak niet door een student, maar door een hoogleraar werd geschreven. De dissertatie werd edoch in hetzelfde jaar gepubliceerd, onder de titel Dissertatio politico-theologica de servitute, libertati christianæ non contraria. De illustratie op het het schutblad toont het fort Elmina, waar de WIC in slaven handelde. De Leidse lezing werd vervolgens uit het Latijn in het Nederlands vertaald. Dit Staatkundig-godgeleerd onderzoekschrift vond gretig aftrek; er verschenen maar liefst vier drukken van. Het bevat een door Brandyn Ryser op dicht gestelde verklaring van de titelpagina waarin 'Chams geslagt', dat wil zeggen de Afrikanen hun 'lust' verrichten met het inladen van de Hollandse schepen.

Capiteins Leidse proefschrift Dissertatio politico-theologica de servitute
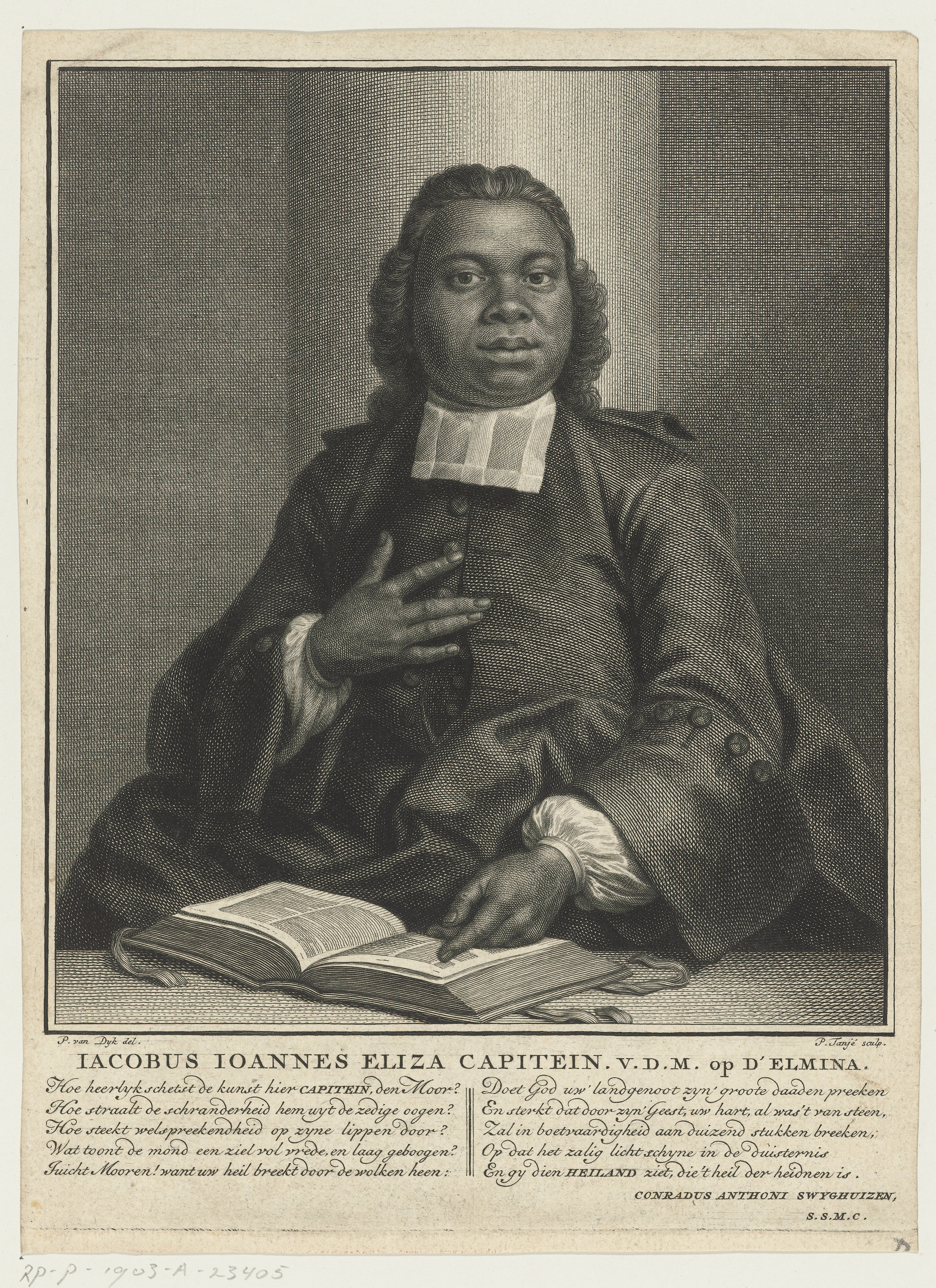
Portret in de dissertatie (maart 1742)
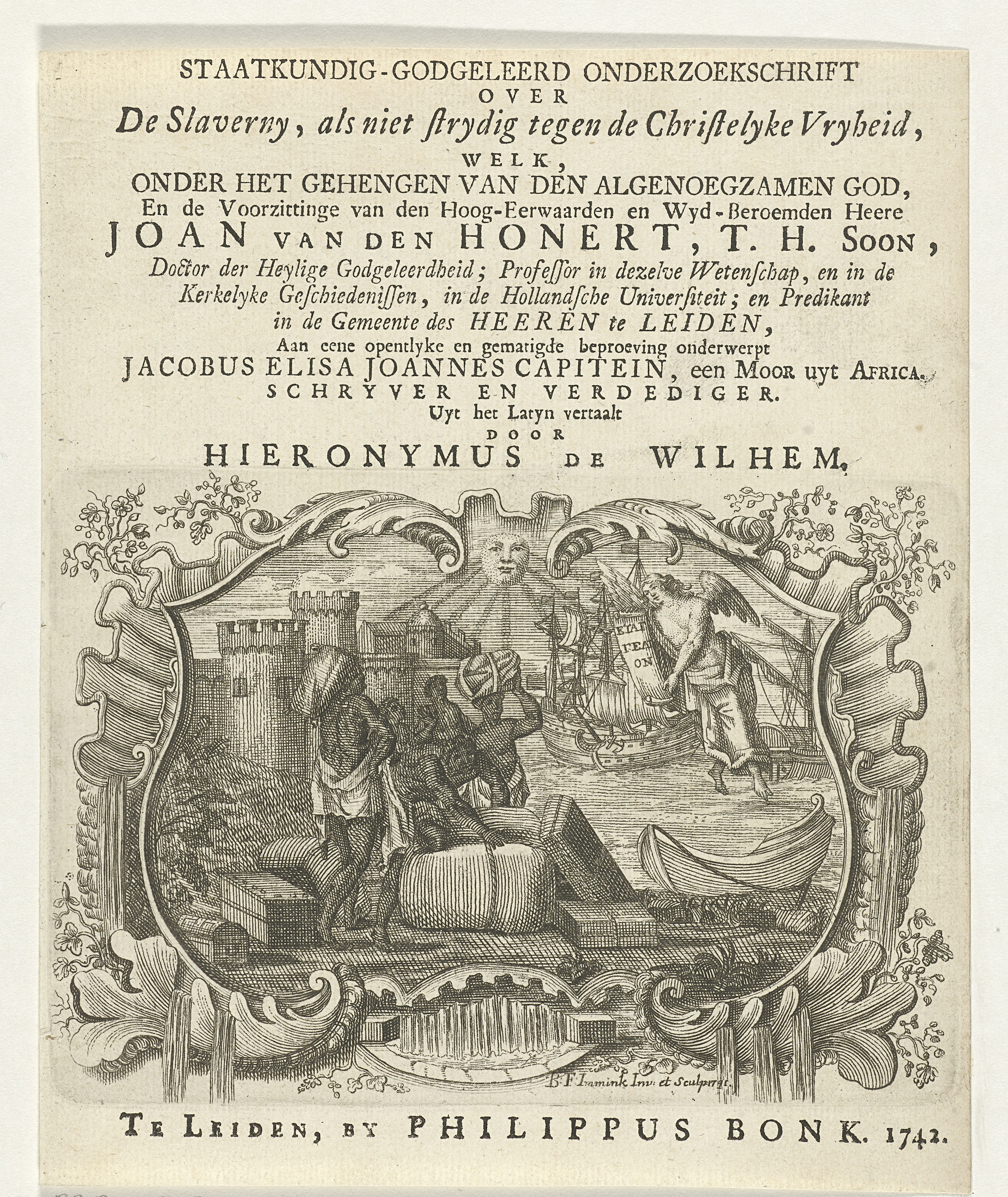
Titelpagina van de Nederlandse uitgave van Capiteins Staatkundig-Godgeleerd Onderzoekschrift (1742)
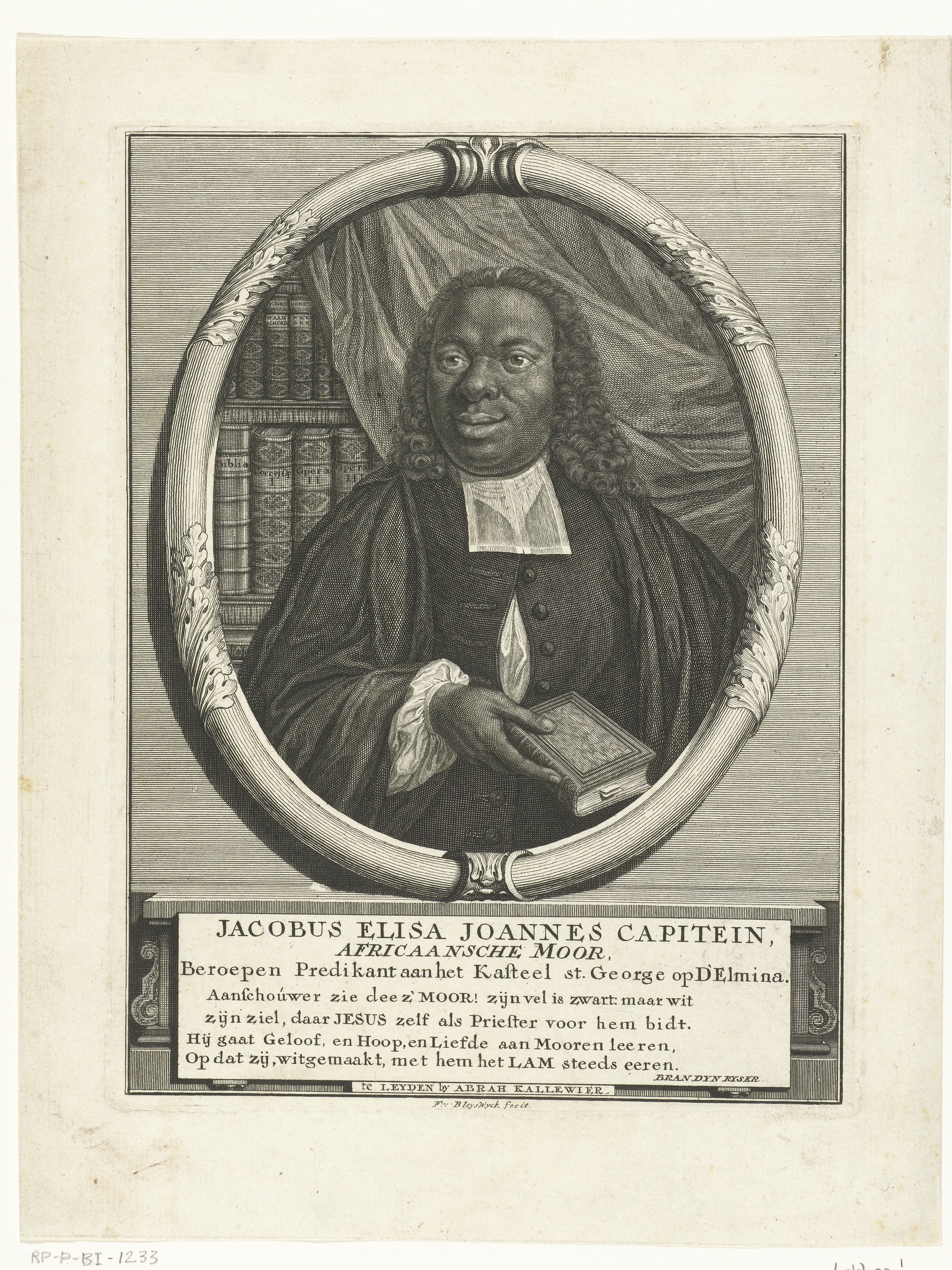
"Zijn vel is zwart, maar wit zijn ziel". Portret (1742)
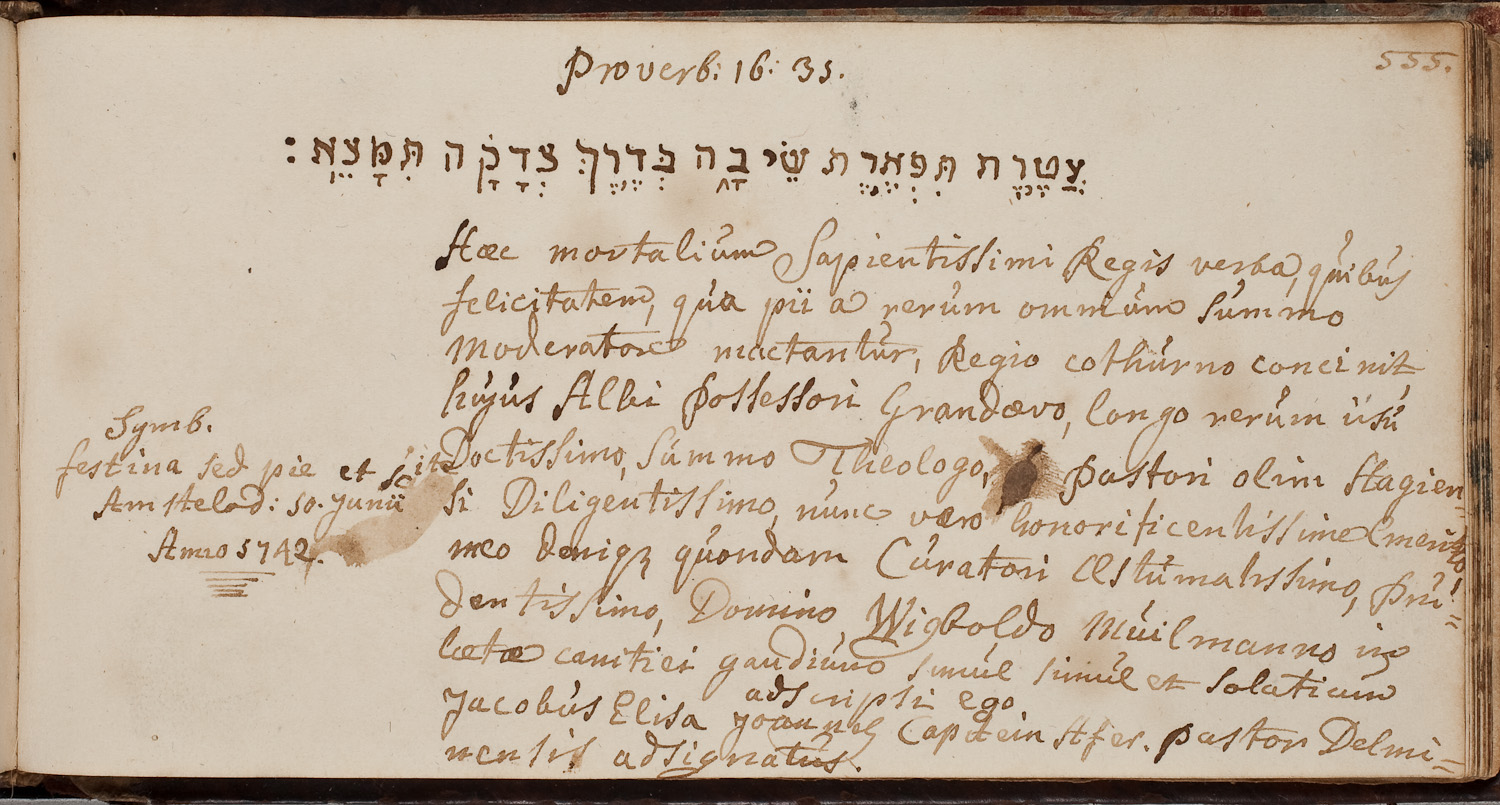
Handschrift in Album amicorum W. Muilman (juni 1742)

## Predikant in Afrika
Met zijn verdediging van de slavernij wist hij de nodige sympathie te verwerven bij de bewindhebbers van de WIC en hij werd aangesteld als predikant voor het Fort Elmina, het centrum van de Nederlandse slavenhandel aan de Goudkust. Na een korte tournee door de Republiek waar hij gevierd werd als "Zwarte Dominee" keerde hij terug naar zijn vaderland. Het werk als compagniespredikant viel hem echter zwaar tegen. Zijn eerste taak lag in de geestelijke verzorging van de slavenhandelaars die weinig met hem op hadden vanwege zijn huidskleur en zijn optreden tegen hun buitenechtelijke relaties. Het werk onder de Afrikanen verliep moeizaam omdat hij veel te Hollands was geworden.
Capitein vereenzaamde hierdoor, wat hem ertoe bracht een originele zendingsmethode voor te stellen. Het huwelijk met een Afrikaans meisje zou hem de broodnodige contacten in de inheemse gemeenschap opleveren. De classis Amsterdam, die Capiteins kerkelijke baas was, en zijn blanke gemeente in Afrika vonden het echter niet kunnen dat een gereformeerde predikant met een heidens meisje zou trouwen. De classis regelde dan ook in allerijl een Nederlandse bruid voor hem, Antonia Ginderdros met wie hij in 1745 trouwde. Het was het eerste officiële huwelijk in de Europese mannenwereld van Elmina.
Hoewel hij geen bekeerlingen kreeg, was Capitein wel succesvol in het opzetten van een school en een weeshuis. De school verwierf ondanks een chronisch gebrek aan onderwijzers enige bekendheid. In 1744 boekte Capitein zijn grootste succes toen de koning van Ashanti Opoku Ware zijn kinderen door hem wilde laten onderwijzen. Het oorspronkelijke plan om ze naar Nederland te sturen ging niet door. In plaats daarvan stuurde hij de jongeman Gyakye op een diplomatieke missie naar de Republiek, voorzien van tien olifantstanden als geschenk.
Het geringe effect van zijn werk en een conflict met de classis Amsterdam over de publicatie van zijn vertaalwerk zonder kerkelijke toestemming vertroebelden Capiteins leven. Rond 1745 ging Jacobus zelf ook handelen in Elmina, maar hij maakte meer schulden dan winst. In 1747 stierf hij op 30-jarige leeftijd onder onduidelijke omstandigheden.

## Betekenis
De levensloop van Jacobus Capitein was opvallend en uniek. Toch is hij lange tijd weggedrukt in de geschiedenis, al was hij bij specialisten wel bekend als een curiositeit. De reden hiervoor was zijn verdediging van de slavernij in combinatie met zijn Afrikaanse afkomst. Zijn verdediging van de slavernij maakte het minder goed mogelijk om hem als vroege Afrikaanse intellectueel tot boegbeeld van een emancipatiebeweging te maken. Aan de andere kant maakte zijn academische achtergrond hem ook onbruikbaar voor verdedigers van de slavernij op racistische gronden. 
Capiteins verdediging van de slavernij heeft ongetwijfeld strategische motieven gehad en paste in een klimaat waarin de kerken zich hadden aangepast aan de belangen van de slavenhandelaren en kolonisten. Een principiële afwijzing van de slavernij kwam in de 18e eeuw nauwelijks voor. Daarmee was Capitein een kind van zijn tijd. Enkelen bestreden wel de slechte behandeling van slaven, al dan niet op religieuze gronden, maar niet de slavernij op zichzelf. 'Wiens brood men eet, diens woord men spreekt' is op Capitein van toepassing; zijn verhandeling had primair als doel de gedachte verder te doen postvatten dat een slaaf die christen was geworden ook slaaf kon blijven. Dit als tegenwicht tegen de ideeën van de Zeeuwse predikant Godefridus Cornelisz Udemans, die stelde dat een christen geworden slaaf na zeven jaar moest worden vrijgelaten. Zo'n richtlijn zou funest zijn voor alle plannen tot kerstening van de slaven, omdat de eigenaars niet aan kapitaalvernietiging wilden doen. 
Capitein is verder van betekenis geweest door zijn vertaling van het Onzevader en de Tien geboden in het Mfantse (Fante), een van de talen aan de Goudkust in 1744. Die vertaling is de eerste schriftelijke vastlegging van deze Ghanese taal, een dialect van het Akan.

## Publicaties
- Jacobus Capitein: Dissertatio politico-theologica de servitute, libertati christianæ non contraria. Lugdunum Batavorum, apud Samuelem Luchtmans & filium, 1742.
- Jacobus Capitein: Staatkundig-godgeleerd onderzoekschrift over de slaverny, als niet strydig tegen de christelyke vryheid. Te Leyden, by Philippus Bonk, 1742
- Jacobus Capitein: Uitgewrogte predikatien, zynde De trouwhertige vermaaninge van den Apostel der heydenen Paulus, aan zynen zoon Timotheus, uit 2 Timotheus II vers 8. Te Amsterdam, by Bernardus Mourik en Jacobus Haffman, 1742
- Jacobus Capitein: Het groote genadeligt Gods in zyne dienaaren onder de bediening der genade, ontdekt in een intree-predicatie over 2 Corinthen IV: 6. Te Leiden, Jacobus de Beunje, 1744
- Jacobus Capitein: Vertaaling van het Onze Vader en de Tien Geboden uit de Nederduitsche taal, in de negersche spraak, zo als die gebruikelyk is van Abrowarie tot Apam. Leyden, J. de Beunje, 1744